# Jesusrock
Jesusrock (alternativt JesusRock) var en årlig musikfestival, en helg (torsdag–söndag) i mitten av juli månad, från år 2001 till 2011, som arrangerades vid Latberget i västra utkanten av Kramfors tätort. Festivalen bestod av tre scener; "Stora" inne i ishallen, "Tältet" på området i ett cirkustält och "Vardagsrummet" i ett mindre tält. För arrangemangen stod den ideella och ekumeniska föreningen Jesusrock, i samarbete med olika församlingar (i synnerhet Gudmundrå församling), företag och organisationer i Norrland.
2011 hade festivalen 10-årsjubileum, vilket också blev den sista som hölls trots en ekonomisk stabilitet. Festivalen besöktes av tusentals åskådare från hela Sverige.

## Historia
Föreningen JesusRock blev en ideell förening bildad av ett gäng musikintresserade ungdomar hösten 2001. Syftet var att starta och driva en musikfestival där budskapet om Jesus Kristus kunde möta ungdomar via musiken. Visionen står kvar och är föreningens kärna.

## Musik, band och artister
Festivalen hade sin tonvikt på rock med alla dess grenar, men försökte hålla sig bred och fick med de genrer som vanligtvis tilltalar ungdomar – såsom hiphop, pop, rock och poprock, dessutom vissa inslag av exempelvis hårdrock, heavy- och death metal. Strävan var att boka kristna artister som delar "visionen". Vissa artister/grupper har en eller flera gånger återbesökt festivalen.